# Malauzat
Malauzat là một xã ở tỉnh Puy-de-Dôme trong vùng Auvergne-Rhône-Alpes miền trung nước Pháp. Xã này nằm ở khu vực có độ cao trung bình mét trên mực nước biển.
Thị trấn Malauzat có dân số 895 người (thời điểm năm 1999).